# Ronnayod Mingmitwan
Ronnayod Mingmitwan (thailändisch รณยศ มิ่งมิตรวัน; * 14. September 1998 in Sakon Nakhon) ist ein thailändischer Fußballspieler.

## Karriere
Ronnayod Mingmitwan spielte bis Ende 2018 beim BGC FC. Der BGC FC war die Reservemannschaft von BG Pathum United FC. 2019 wechselte er nach Pathum Thani zum in der zweiten Liga spielenden BG Pathum United FC. Mitte 2019 wurde er vom Ligakonkurrenten Khon Kaen FC ausgeliehen. Die Rückrunde 2019 stand er für Khon Kaen 14-mal in der zweiten Liga auf dem Spielfeld. Ende November 2019 kehrte er zu BG zurück. Mitte Dezember 2019 wechselte er erneut auf Leihbasis zum Khon Kaen FC. Hier absolvierte er 14 Zweitligaspiele. Raj-Pracha FC, ein Drittligist aus Bangkok, lieh ihn ab Anfang Januar 2021 aus. Mit Raj-Pracha spielt er in der dritten Liga, der Thai League 3. Am Ende der Saison wurde er mit Raj-Pracha Vizemeister der Region. In den Aufstiegsspielen zur zweiten Liga belegte man den dritten Platz und stieg somit in die zweite Liga auf. Anschließend wurde sein Leihvertrag um ein Jahr verlängert. Im Sommer 2022 wechselte er dann weiter, ebenfalls auf Leihbasis, zum ebenfalls in der zweiten Liga spielenden Chiangmai FC. Für den Klub aus Chiangmai bestritt er 32 Ligaspiele. Nach Ende seines Vertrages beim BG Pathum United unterschrieb er im Sommer 2023 einen Vertrag beim Erstligisten Chiangrai United. Für den Club aus Chiangrai bestritt er 21 Ligaspiele. Im Sommer 2024 wurde sein Vertrag in Chiangrai nicht verlängert. Im Juni 2024 verpflichtete ihn der Zweitligist Nakhon Si United FC.

## Erfolge
Raj-Pracha FC
- Thai League 3 – West: 2020/21 (2. Platz)
- Thai League 3 – National Championship: 2020/21 (3. Platz)  ▲